# Psaume 109 (108)

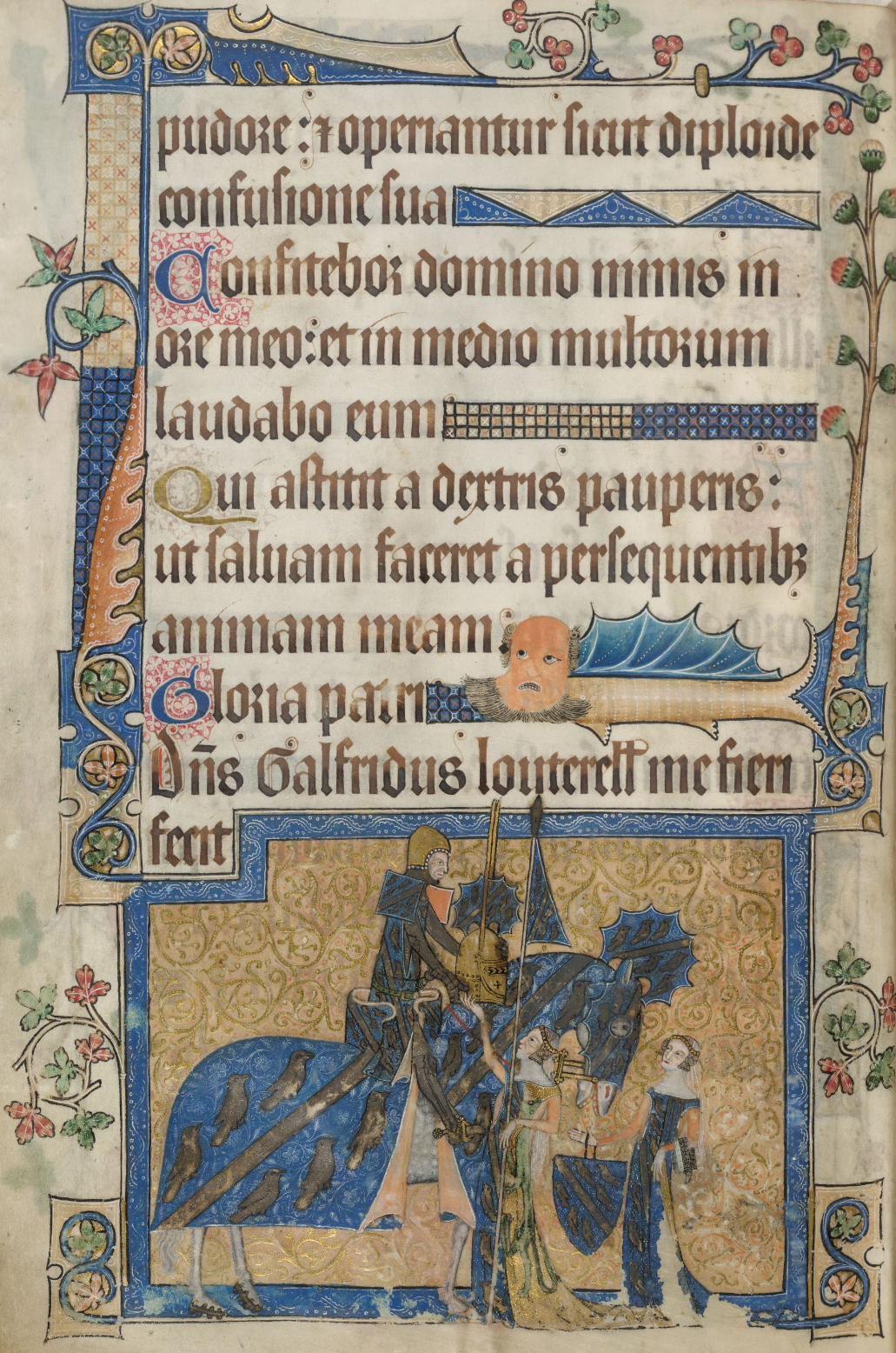
Folio du psautier de Lutrell : fin du psaume 109.

Le psaume 109 (108 selon la numérotation grecque) est un psaume contenant certains des plus sévères versets de l'Ancien Testament. Son auteur est traditionnellement considéré comme étant le roi David.
Il est parfois surnommé le Psaume de Judas.
1 In finem. Psalmus David.
2 Deus, laudem meam ne tacueris,
quia os peccatoris et os dolosi super me apertum est.
3 Locuti sunt adversum me lingua dolosa,
et sermonibus odii circumdederunt me :
et expugnaverunt me gratis.
4 Pro eo ut me diligerent, detrahebant mihi ;
ego autem orabam.
5 Et posuerunt adversum me mala pro bonis,
et odium pro dilectione mea.
6 Constitue super eum peccatorem,
et diabolus stet a dextris ejus.
7 Cum judicatur, exeat condemnatus ;
et oratio ejus fiat in peccatum.
8 Fiant dies ejus pauci,
et episcopatum ejus accipiat alter.
9 Fiant filii ejus orphani,
et uxor ejus vidua.
10 Nutantes transferantur filii ejus et mendicent,
et ejiciantur de habitationibus suis.
11 Scrutetur fœnerator omnem substantiam ejus,
et diripiant alieni labores ejus.
12 Non sit illi adjutor,
nec sit qui misereatur pupillis ejus.
13 Fiant nati ejus in interitum ;
in generatione una deleatur nomen ejus.
14 In memoriam redeat iniquitas patrum ejus in conspectu Domini,
et peccatum matris ejus non deleatur.
15 Fiant contra Dominum semper,
et dispereat de terra memoria eorum :
16 pro eo quod non est recordatus facere misericordiam,
17 et persecutus est hominem inopem et mendicum,
et compunctum corde, mortificare.
18 Et dilexit maledictionem, et veniet ei ;
et noluit benedictionem, et elongabitur ab eo.
Et induit maledictionem sicut vestimentum ;
et intravit sicut aqua in interiora ejus,
et sicut oleum in ossibus ejus.
19 Fiat ei sicut vestimentum quo operitur,
et sicut zona qua semper præcingitur.
20 Hoc opus eorum qui detrahunt mihi apud Dominum,
et qui loquuntur mala adversus animam meam.
21 Et tu, Domine, Domine, fac mecum propter nomen tuum,
quia suavis est misericordia tua.
22 Libera me, quia egenus et pauper ego sum,
et cor meum conturbatum est intra me.
23 Sicut umbra cum declinat ablatus sum,
et excussus sum sicut locustæ.
24 Genua mea infirmata sunt a jejunio,
et caro mea immutata est propter oleum.
25 Et ego factus sum opprobrium illis ;
viderunt me, et moverunt capita sua.
26 Adjuva me, Domine Deus meus ;
salvum me fac secundum misericordiam tuam.
27 Et sciant quia manus tua hæc,
et tu, Domine, fecisti eam.
28 Maledicent illi, et tu benedices :
qui insurgunt in me confundantur ;
servus autem tuus lætabitur.
29 Induantur qui detrahunt mihi pudore,
et operiantur sicut diploide confusione sua.
30 Confitebor Domino nimis in ore meo,
et in medio multorum laudabo eum :
31 quia astitit a dextris pauperis,
ut salvam faceret a persequentibus animam meam.